# Trust
Il trust (lett. "fiducia" in inglese) o fondo fiduciario è un istituto del sistema giuridico di common law, sorto nell'ambito della giurisdizione di equity, che serve a regolare una molteplicità di rapporti giuridici di natura patrimoniale (isolamento e protezione di patrimoni, gestioni patrimoniali controllate e in materia di successioni, pensionistica, diritto societario e fiscale).
Nulla ha a che vedere con l'istituto in argomento il termine antitrust, insieme di norme/istituzione a garanzia della effettiva concorrenza nei mercati economici: in tale caso il termine inglese "trust" è da intendersi nella sua accezione di "cartello" o "accordo" fra imprese (solitamente in regime di oligopolio su scala nazionale o internazionale) idoneo a incidere negativamente sulle normali dinamiche del mercato libero e concorrenziale.

## Caratteristiche
Il trust è uno strumento giuridico che, nell'interesse di uno o più beneficiari o per uno specifico scopo, permette di strutturare in vario modo "posizioni giuridiche" basate su legami fiduciari.
Non esiste un rigido ed unitario modello di trust, ma tanti possibili schemi che è possibile costruire in vista di una finalità ultima da raggiungere.
I soggetti del trust o, più correttamente, le "posizioni giuridiche", sono generalmente tre: una è quella del disponente, cioè colui che promuove/istituisce il trust. La seconda è rappresentata dall'amministratore/gestore. Il disponente intesta beni mobili/immobili all'amministratore, il quale ha il potere-dovere di gestirli secondo le "regole" del trust fissate dal disponente. La terza è quella del beneficiario, espressa o implicita. Posizione eventuale è quella del guardiano.
"Posizioni" e "soggetti" possono non coincidere. Lo stesso soggetto può assumere più di una posizione giuridica, così come più soggetti possono rivestire una medesima posizione.
Modellare un trust in grado di soddisfare un interesse specifico significa individuare le "regole" più idonee allo scopo: esse sono quelle elaborate/scelte dal disponente nel quadro normativo di riferimento.
Da un trust valido conseguono necessariamente caratteristici effetti: separazione e protezione del patrimonio, intestazione all'amministratore , gestione fiduciaria vincolata e responsabilizzata dei beni. Gli effetti possono coincidere con lo scopo principale/finale per cui è stato costituito il trust.

### Meccanismi del trust
Il trasferimento di beni nel fondo del trust è vincolato da un legame che intercorre tra il disponente e il fiduciario, che è il cosiddetto patto di fiducia; il settlor (disponente) trasferisce l'intestazione (non la proprietà, così come è intesa nel diritto italiano) di quei beni perché vengano amministrati dal trustee nell'interesse dei beneficiari e nei limiti di quanto stabilito nell'atto istitutivo. Ci sono due elementi caratterizzanti il trust:
- un trasferimento di intestazione;
- l'amministrazione dei beni, che deve essere una amministrazione diligente e volta a favorire il beneficiario.

Qualcuno definisce il trust (quantomeno il trust nel suo schema classico) una sorta di "donazione congelata" dove sono individuabili, fra gli altri, un donante (disponente) ed un beneficiario.
C'è da puntualizzare tuttavia l'oggettiva difficoltà di inquadrare il trust in schemi o definizioni rigide o tipiche proprio per la sua attitudine ad essere declinato in una miriade di meccanismi, tutti legittimi purché nei limiti della Convenzione, della normativa regolatrice richiamata e del sistema giuridico ove è istituito.
Il trust viene anche utilizzato per le cosiddette strutture orfane, termine finanziario che designa società le cui azioni sono proprietà di un trust di scopo non caritatevole e di nessuna persona fisica, anche di minoranza, al fine di imputare un cespite, un debito o altra attività finanziaria all'esterno del bilancio della società di capitali che richiede il trust. Sono utilizzate per "isolare" con una società di progetto attività e patrimonio di una società dalle altre afferenti allo stesso gruppo industriale o finanziario, in modo da rendere la richiedente il trust "bankruptcy remote": in caso di fallimento, è minimo l'impatto economico sulle altre società del gruppo, che sono già tutelate dalla responsabilità limitata. 

In particolare, sono strumenti relativamente comuni per la creazione di Special Purpose Vehicle di scopo per la cartolarizzazione, tramite l'emissione di obbligazioni di tipo Asset-backed security.

### Analogie e differenze con il mandato fiduciario
Si dice comunemente che il trust sia l'equivalente anglosassone del mandato fiduciario di diritto continentale; ma le differenze sono molto profonde: nel mandato fiduciario infatti la proprietà dei beni appartiene solo formalmente al fiduciario, che si obbliga ad obbedire a tutte le disposizioni del fiduciante, ivi compreso l'eventuale ordine di restituzione degli stessi.
Nel trust invece il fiduciario è pieno proprietario del bene in trust vincolato nell'esercizio del proprio diritto dalle disposizioni contenute nell'atto di trust da esercitare nell'interesse del beneficiario. Il trustee può alienare, permutare, affittare, dare a garanzia i beni in trust (alle condizioni del disponente e se ciò è funzionale alle volontà espresse nell'atto di trust dallo stesso disponente). Rispetto ad un pieno proprietario egli non può distruggere la cosa (salva substantia rerum). La piena proprietà del trustee giustifica l'uso dello strumento ai fini di protezione e pianificazione successoria. Il contraltare della protezione del bene in trust è la compressione del diritto di proprietà subita dall'apposizione di un vincolo a tutela di interessi riconosciuti legittimi. Il trust dà garanzia di tutela giurisdizionale ad un rapporto di fiducia che tipicamente è fuori dal mondo delle leggi.
Si noti inoltre che il disponente (cioè l'originario pieno proprietario dei beni) può istituire in testamento il trust.
Il trust ha pertanto molte più analogie con l'istituto del fedecommesso che con il mandato fiduciario.

## Soggetti coinvolti
Disponente

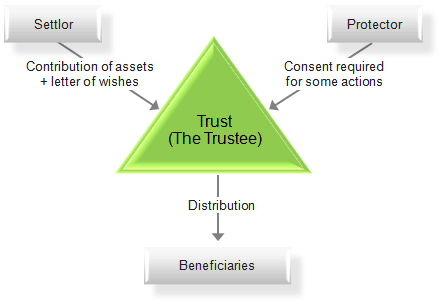
Grafico di un trust

Persona fisica o giuridica che istituisce il trust e normalmente conferisce in esso i beni che costituiscono il fondo del Trust, detto settlor. Nella prassi il/i disponente/i operano un conferimento irrevocabile, cosicché i beni confluiscono nel fondo in via definitiva, uscendo dalla disponibilità materiale e giuridica (salvo riserve di usufrutto, possesso, ecc). Anche il controllo sull'operato del trustee è esercitato da soggetti diversi dal disponente(protector, beneficiario) così da scongiurare il rischio che il trust possa essere considerato simulato e quindi nullo, giacché in molte legislazioni il potere del disponente sul trust istituito è previsto di blanda portata.
Fiduciario
Il fiduciario, detto anche trustee, può essere, come visto, una persona fisica, un professionista di fiducia del disponente, o anche una persona giuridica come ad esempio un fondo pensione. L'atto costitutivo del trust disciplina gli obblighi e i diritti del fiduciario e, in caso di pluralità di fiduciari, i modi di soluzione delle controversie.
Beneficiario
Anche il beneficiario può essere una persona fisica o giuridica, un insieme di soggetti determinati anche genericamente e/o non ancora esistenti al momento della costituzione del trust, come spesso avviene nei trust costituiti a scopo benefico (es.: "i miei nipoti e pronipoti"; "i poveri del villaggio X"; "i minatori del pozzo n. 14").
Guardiano
Persona fisica, professionista di fiducia del disponente che garantisce la correttezza delle attività svolte dal fiduciario ed, eventualmente, di supplenza del trustee.

## Scopi
Vi sono tanti possibili utilizzi del trust quanti ne può immaginare la fantasia di un professionista. Il rapporto di trust è una via di mezzo tra una obbligazione ed una "proprietà speciale" (ma rimane preferibile la definizione di "intestazione qualificata") che può essere utilizzato per moltissimi motivi. Dire trust è come dire negozio giuridico. Lo scopo del trust deve potere essere sempre considerato meritevole secondo i principi dell'ordinamento giuridico di riferimento.
Tra gli usi più frequenti vi sono quelli motivati da:
- protezione dei beni: spesso il trust viene istituito a protezione di beni immobili; per esso non è infatti infrequente l'uso del termine "blindatura patrimoniale". Una delle caratteristiche più apprezzate del trust è infatti la segregazione del patrimonio conferito cosicché esso risulterà insensibile ad ogni evento pregiudizievole che coinvolge personalmente uno o più soggetti protagonisti del trust. Per questa sua utilissima caratteristica il trust viene sempre di più impiegato per separare e proteggere il patrimonio personale da quello aziendale o per tutelare tutti quei soggetti il cui patrimonio può essere compromesso da attività professionali rischiose (medici, avvocati, funzionari ecc.) o, semplicemente, da comportamenti personali avventati (gioco d'azzardo, uso di droghe e alcool ecc.).
- riservatezza: le disposizioni contenute nel trust possono essere riservate, e questo può essere un motivo sufficiente per la sua creazione; la riservatezza è riferita prevalentemente ai trust cd. 'opachi' (in Italia penalizzati dalla normativa fiscale), dove il trust può rappresentare un ottimo strumento di controllo di enti e società (di norma è impiegato all'estero in attività di ingegneria fiscale).
- tutela dei minori e dei soggetti diversamente abili: spesso, come visto, le disposizioni testamentarie prevedono che i minori abbiano un godimento limitato dei beni fino alla maggiore età o che i soggetti diversamente abili possano godere dei beni in trust senza esserne pieni proprietari;
- tutela del patrimonio per finalità successorie: di frequente un trust viene costituito allo scopo di tutelare un patrimonio nel passaggio generazionale o dallo sperpero ad opera di soggetti incapaci di amministrarlo, dediti al gioco o affetti da eccessiva prodigalità;
- beneficenza: in molti ordinamenti di common law gli enti di beneficenza debbono essere costituiti in forma di trust;
- forme di investimenti e pensionistiche: i piani di investimento pensionistici ed i fondi comuni sono derivazione dei trust fund anglosassoni;
- vantaggi di natura fiscale: un trust può dare vantaggi fiscali. Se il risparmio di imposta è l'unico motivo che ha spinto ad istituire un trust, può essere considerato illegittimo e sanzionato. Come qualsiasi istituto giuridico, l'uso elusivo od evasivo è contrario alle norme di legge e sanzionato.
- altro: il trust, come detto, è idoneo a realizzare una vasta molteplicità di scopi non facilmente enumerabili.

## La tassazione del Trust
Il trust prevede la particolare circostanza che il proprietario di un bene può spossessarsene, conferendolo in una struttura giuridica da lui distinta, diversa, ed amministrata da un terzo. Dopo lo spossessamento la tassazione riguarderà in primo luogo il trust (salvo la tassazione dei beneficiari dei redditi, ove previsti in atto), similmente a quanto accade a seguito del conferimento di beni in società di comodo costituite ad hoc.
Il recente orientamento di giurisprudenza tributaria, confermata da ormai numerose e univoche pronunce della Corte di Cassazione, sembra avere ricondotto il trust ad un regime fiscale più idoneo all'istituto, superando così l'iniziale interpretazione e conseguente prassi impositiva così come delineati dalla Circolare Ag. Entrate n.48/E-'07 (imposta proporzionale iniziale); ne è conseguito il sostanziale assoggettamento a imposta fissa dell'atto costitutivo di trust e gli atti di conferimento in esso di beni, salvo applicare l'imposta proporzionale all'effettiva attribuzione dei beni ai beneficiari. Per alcuni anni la linea tracciata dalla menzionata circolare sembrava confermata da alcune pronunce anche della Suprema Corte (fra tutte l'ordinanza n.3886/2015) che indicavano la via di una sovrapposizione e duplicazione di imposte proporzionali (all’iniziale conferimento dei beni in trust ed all'attribuzione finale di essi ai beneficiari); un orientamento che, se consolidato, avrebbe avuto l'effetto di rendere estremamente oneroso il ricorso al Trust in Italia, vanificando il disposto della L.364/89 e rendendo di fatto inapplicabile l'istituto. 
Nel Regno Unito i trust sono strutture anonime ma soggette a tassazione. I trust del Liechtenstein, al contrario, non sono tassati. Il suo utilizzo per celare i beneficiari effettivi di somme di denaro proveniente da reato oltre ad essere perseguito penalmente è spesso inefficace e nelle giurisdizioni che conoscono il trust da secoli la casistica giurisprudenziale dimostra che esso non è utilizzato più di società di capitali, società anonime, Anstalt, Stiftung, od altre forme di enti fiduciari. Al contrario i più grandi patrimoni (come la corona inglese) sono in trust a dimostrazione che un istituto giuridico non ha di per sé una propensione all'illecito.
La giurisprudenza europea dimostra il favore di tribunali al riconoscimento del trust (legittimo e meritevole) e tra le oltre sessanta sentenze italiane (favorevoli al riconoscimento del trust) nessuna è di condanna o tratta anche velatamente di riciclaggio. A fini tributaristici, dal 2006 i trust costituiscono soggetto passivo IRES. Va precisato che, nell'ipotesi in cui i beneficiari del trust siano individuati, i redditi conseguiti dal trust sono imputati in ogni caso ai detti beneficiari in proporzione alla quota di partecipazione, ovvero, in mancanza, in parti uguali. Si tratta del cosiddetto regime di "trasparenza". Se i beneficiari sono persone fisiche il reddito ad essi attribuito è qualificato come reddito di capitale (Art. 6, T.U.I.R.) e dunque rientrante nella sfera impositiva I.R.P.E.F.. Un beneficiario si intende "individuato" quando ha diritto a ricevere dal trustee il reddito di periodo indipendentemente dall'effettivo esercizio del diritto medesimo. In assenza di "beneficiari individuati" il reddito del trust è soggetto ad IRES ed è determinato con regole diverse a seconda che l'attività svolta dal trust sia commerciale o meno.

## Omologie con la legge italiana
La mancanza, nel diritto civile italiano, di un sistema di norme equitative non è di ostacolo all'utilizzo del trust. L'istituto trova anzi legittimazione all'ingresso nell'ordinamento giuridico italiano a seguito dell'adesione dell'Italia alla Convenzione dell'Aja del 1º luglio 1985, resa esecutiva ed in vigore dal 1º gennaio 1992. Inoltre, con l'introduzione nel codice civile del nuovo articolo 2645-ter, è stato sancito che, mediante atto pubblico, determinati beni immobili e mobili registrati possono essere destinati “alla realizzazione di interessi meritevoli di tutela” per una durata non superiore a novant’anni o per la durata della vita della persona fisica beneficiaria D.L 30 dicembre 2005, n. 273, conv. in L. 23 febbraio 2006, n. 51. È così possibile costituire un vincolo di destinazione, che presenta alcune analogie con l'istituto del trust, anche se non piena identità con questo.
Sono ormai numerose le sentenze di tribunali italiani di vario grado che riconoscono gli effetti del trust, con particolare riguardo a quello cosiddetto interno, intendendosi per tale il trust che presenta quale unico elemento di estraneità rispetto all'ordinamento italiano la legge regolatrice, che deve essere necessariamente straniera (generalmente inglese), stante la mancanza nell'ordinamento italiano di norme specifiche in materia. Per la prima volta in Italia l'istituto è stato preso in considerazione sotto il profilo fiscale dalla legge finanziaria 2007 e da alcune circolari dell'Agenzia delle entrate, prima fra tutte la n.48/E del 2007, al solo fine di regolamentarne con chiarezza gli aspetti fiscali e tributari.
Nel diritto italiano l'istituto del trust può trovare ampia applicazione per le più varie finalità (gestioni fiduciarie, passaggi generazionali di beni ed aziende familiari, destinazioni di beni a finalità caritatevoli, protezione patrimoniale, ecc). I vantaggi sono evidenti soprattutto con riferimento alla flessibilità dell'istituto rispetto ai tradizionali e noti strumenti del diritto italiano nonché ai possibili vantaggi economici. Per questa sua caratteristica il trust bene si presterebbe ad un utilizzo di massa anche in sostituzione di strumenti giuridici più tradizionali e diffusi. Occorre tuttavia evidenziare l'attuale scarsa conoscenza del trust fra i giuristi italiani che non agevola il radicamento dell'istituto e la sua diffusione.
La legge comunitaria 2010 ha delegato il Governo (Capo II art. 11) a introdurre e a disciplinare nell'ordinamento giuridico italiano l'istituto del trust (fiducia). Il disegno di legge n 2284 presentato dal Ministro della giustizia Alfano (non ancora iniziato l'esame) delega il Governo ad apportare modifiche al codice civile in materia di disciplina della fiducia e del contratto autonomo di garanzia.
La disciplina della fiducia ha lo scopo di colmare un vuoto del nostro sistema giuridico che – nonostante l'entrata in vigore della convenzione sulla legge applicabile ai trust e sul loro riconoscimento (adottata a L'Aja il 1º luglio 1985, ratificata e resa esecutiva dalla l. 16
ott. 1989 n. 364) non contiene una completa disciplina positiva dell'istituto del trust.
La legge comunitaria e il disegno di legge 2284 traggono ispirazione dal modello francese dell'istituto della "fiducie". La Francia infatti, tramite l'ordinanza nº 2009-112 del 2009 ha esteso alle persone fisiche e alle persone giuridiche non sottoposte all'imposta sulle società, la capacità di costituire una "fiducie", consentendo anche agli avvocati di rivestire la qualità di fiduciari. L'Italia, sulla scia della riforma francese, sta dunque cercando attraverso una propria normativa sul trust (fiducia) di attuare una modernizzazione e una maggiore attrattiva giuridica del proprio diritto interno.